# فرودگاه نیدلز
فرودگاه نیدلز (به انگلیسی: Needles Airport) یک فرودگاه همگانی بهره‌برداری هوایی با کد یاتا EED است که یک باند فرود آسفالت دارد و طول باند آن ۱۲۹۱ متر است. این فرودگاه در شهر نیدلس، کالیفرنیا کشور ایالات متحده آمریکا قرار دارد و در ارتفاع ۳۰۰ متری از سطح دریا واقع شده‌است.